# Eskridge (Kansas)
Eskridge é uma cidade localizada no estado americano de Kansas, no Condado de Wabaunsee.

## Demografia
Segundo o censo americano de 2000, a sua população era de 589 habitantes.
Em 2006, foi estimada uma população de 567, um decréscimo de 22 (-3.7%).

## Geografia
De acordo com o United States Census Bureau tem uma área de
1,3 km², dos quais 1,3 km² cobertos por terra e 0,0 km² cobertos por água. Eskridge localiza-se a aproximadamente 366 m acima do nível do mar.

## Localidades na vizinhança
O diagrama seguinte representa as localidades num raio de 24 km ao redor de Eskridge.